# Григоровское (Николаевская область)
Григоровское (укр. Григорівське) — село в Вознесенском районе Николаевской области Украины.
Население по переписи 2001 года составляло 478 человек. Почтовый индекс — 56550. Телефонный код — 5134. Занимает площадь 0,764 км².

## История
В 1946 году указом ПВС УССР хутор Ново-Григорьевский Первый переименован в село Григорьевское.

## Местный совет
56550, Николаевская обл., Вознесенский р-н, с. Григоровское, ул. Школьная, 10